# Nephrotoma vana
Nephrotoma vana är en tvåvingeart. Nephrotoma vana ingår i släktet Nephrotoma och familjen storharkrankar.

## Underarter
Arten delas in i följande underarter:
- N. v. nigrovana
- N. v. vana